# Julhaguet
Julhaguet (en francès Juillaguet) és un municipi francès situat al departament del Charente i a la regió de la Nova Aquitània. L'any 2007 tenia 131 habitants.

## Demografia

### Població
El 2007 la població de fet de Juillaguet era de 131 persones. Hi havia 53 famílies de les quals 16 eren unipersonals (16 homes vivint sols), 16 parelles sense fills i 21 parelles amb fills.
La població ha evolucionat segons el següent gràfic:
Habitants censats

### Habitatges
El 2007 hi havia 70 habitatges, 56 eren l'habitatge principal de la família, 5 eren segones residències i 9 estaven desocupats. Tots els 70 habitatges eren cases. Dels 56 habitatges principals, 45 estaven ocupats pels seus propietaris, 9 estaven llogats i ocupats pels llogaters i 1 estava cedit a títol gratuït; 6 tenien dues cambres, 10 en tenien tres, 11 en tenien quatre i 28 en tenien cinc o més. 48 habitatges disposaven pel capbaix d'una plaça de pàrquing. A 21 habitatges hi havia un automòbil i a 29 n'hi havia dos o més.

### Piràmide de població
La piràmide de població per edats i sexe el 2009 era:
| Homes | Edats   | Dones |
| ----- | ------- | ----- |
| 0     | 95 o +  | 0     |
| 0     | 90 a 94 | 0     |
| 8     | 85 a 89 | 0     |
| 0     | 80 a 84 | 8     |
| 0     | 75 a 79 | 4     |
| 0     | 70 a 74 | 4     |
| 0     | 65 a 69 | 0     |
| 4     | 60 a 64 | 4     |
| 0     | 55 a 59 | 0     |
| 0     | 50 a 54 | 0     |
| 8     | 45 a 49 | 4     |
| 4     | 40 a 44 | 0     |
| 8     | 35 a 39 | 4     |
| 8     | 30 a 34 | 8     |
| 8     | 25 a 29 | 8     |
| 0     | 20 a 24 | 0     |
| 0     | 15 a 19 | 4     |
| 0     | 10 a 14 | 4     |
| 4     | 5 a 9   | 0     |
| 4     | 0 a 4   | 0     |

## Economia
El 2007 la població en edat de treballar era de 77 persones, 58 eren actives i 19 eren inactives. De les 58 persones actives 53 estaven ocupades (30 homes i 23 dones) i 5 estaven aturades (2 homes i 3 dones). De les 19 persones inactives 7 estaven jubilades, 5 estaven estudiant i 7 estaven classificades com a «altres inactius».

### Ingressos
El 2009 a Juillaguet hi havia 58 unitats fiscals que integraven 140,5 persones, la mediana anual d'ingressos fiscals per persona era de 15.777 €.

### Activitats econòmiques
Dels 3 establiments que hi havia el 2007, 1 era d'una empresa de fabricació d'altres productes industrials, 1 d'una empresa de construcció i 1 d'una empresa classificada com a «altres activitats de serveis».
L'únic servei als particulars que hi havia el 2009 era un electricista.
L'any 2000 a Juillaguet hi havia 4 explotacions agrícoles.

## Poblacions més properes
El següent diagrama mostra les poblacions més properes.